# 윤능민
윤능민(尹能民, 1927 - 2009)은 대한민국의 화학자, 대학교수로, 특히 유기화학 분야에 기여하였다. 본관은 파평(坡平)이며, 출신지는 평안남도 중화군이다.

## 생애
1947년 서울대학교 문리과대학 예과에 입학했고 1951년 동 대학의 화학과를 나왔다. 이후 한국 국방부의 과학기술 연구소에서 연구원으로 일하다가, 미국의 퍼듀 대학교로 유학하여 허버트 찰스 브라운 등 아래에서 수학하고 1968년 유기화학 전공으로 박사학위를 취득하였다.
1969년부터 1993년까지 서강대학교 화학과 교수로 재직하였다. 당시 1977년부터 1982년까지는 같은 대학교 이과대학장을 지내기도 하였다. 1977년부터 2001년까지는 대한화학회 이사를 시작으로 간사장‧감사‧부회장을 거쳐 회장을 역임하였고, 1986년부터 1991년까지 한국과학재단에서 이사로 활동하였다. 또한, 1990년부터 2001년까지 유기반응 연구센터의 소장으로 있었다. 『유기화학』·『유기화학』 등의 번역서와 『일반화학』·『수소화붕소와 유기붕소화합물』·『Introductory Organic Experiment』·『현대과학의 제문제』·『현대유기화학』 등의 단행본을 남겼다.
아들인 윤기종은 단국대학교의 공학과 교수로 재직하기도 하였다.
2009년 4월 1일 향년 82세의 나이로 사망하였다.

## 수상
- 국민훈장 목련장(1983)
- 대한민국과학기술상(1990)
- 대한민국학술원상(1993)
- 인촌상(1995)

## 외부 자료
- 故 윤능민 박사 회상록 - 차진순